# Bosnormand
Bosnormand est une ancienne commune française située dans le département de l'Eure en région Normandie.
Elle est une commune déléguée de Bosroumois depuis le 1er janvier 2017.

## Géographie

### Localisation
|                                                                | Le Bosc-Roger-en-Roumois                        |                                                  |
| Grand-Bourgtheroulde (comm. dél. de Bourgtheroulde-Infreville) | Bosnormand                                      | Le Thuit-de-l'Oison (comm. dél. du Thuit-Signol) |
| Saint-Pierre-du-Bosguérard                                     | Le Thuit-de-l'Oison (comm. dél. du Thuit-Simer) |                                                  |

## Toponymie
Le nom de la localité est attesté sous la forme Bosco Normanni en 1180.

## Histoire
On sait par différentes sources qu'un camp gallo-romain était implanté sur la commune. En témoignent certains objets trouvés dans des champs de cultures ; notamment des sesterces du IIe siècle trouvés dans une amphore intacte par M. Louis Ernest Frémont sur ses terres au début du XXe siècle et visibles au musée d'histoire archéologique de Rouen.
Une annexe de la commanderie de Sainte-Vaubourg (située à Val-de-la-Haye en Seine-Maritime) était implantée sur le territoire de la commune.
Deux familles ont laissé leur nom et leur empreinte sur la commune :
- La famille Pollet, du Quesney, dont le château-manoir se situe au hameau de la Capelle.
- La famille des comtes de Luchapt[6] (originaire de la Creuse) dont le château[7], situé sur le haut de la commune, près du hameau de l'église, a été reconstruit aux environs des XVIIIe et XIXe siècles, à la suite d'un incendie et qui a été rénové en 2015.

## Politique et administration
| Période                                  | Période    | Identité         | Étiquette | Qualité  |
| ---------------------------------------- | ---------- | ---------------- | --------- | -------- |
| Les données manquantes sont à compléter. |            |                  |           |          |
| ca 1866                                  |            | comte de Luchapt |           |          |
| Les données manquantes sont à compléter. |            |                  |           |          |
| mars 2001                                | 2014       | Marie Depierre   |           |          |
| mars 2014                                | 31/12/2015 | Serge Dubois     | DVD       | Retraité |

## Démographie
L'évolution du nombre d'habitants est connue à travers les recensements de la population effectués dans la commune depuis 1793. À partir du 1er janvier 2009, les populations légales des communes sont publiées annuellement dans le cadre d'un recensement qui repose désormais sur une collecte d'information annuelle, concernant successivement tous les territoires communaux au cours d'une période de cinq ans. 
Pour les communes de moins de 10 000 habitants, une enquête de recensement portant sur toute la population est réalisée tous les cinq ans, les populations légales des années intermédiaires étant quant à elles estimées par interpolation ou extrapolation. Pour la commune, le premier recensement exhaustif entrant dans le cadre du nouveau dispositif a été réalisé en 2008,.
En 2014, la commune comptait 320 habitants, en évolution de −3,61 % par rapport à 2009 (Eure : +2,66 %, France hors Mayotte : +2,49 %).
| 1793 | 1800 | 1806 | 1821 | 1831 | 1836 | 1841 | 1846 | 1851 |
| ---- | ---- | ---- | ---- | ---- | ---- | ---- | ---- | ---- |
| 333  | 288  | 320  | 328  | 375  | 382  | 328  | 560  | 342  |

| 1856 | 1861 | 1866 | 1872 | 1876 | 1881 | 1886 | 1891 | 1896 |
| ---- | ---- | ---- | ---- | ---- | ---- | ---- | ---- | ---- |
| 331  | 351  | 349  | 346  | 335  | 288  | 279  | 284  | 228  |

| 1901 | 1906 | 1911 | 1921 | 1926 | 1931 | 1936 | 1946 | 1954 |
| ---- | ---- | ---- | ---- | ---- | ---- | ---- | ---- | ---- |
| 189  | 175  | 162  | 157  | 160  | 159  | 135  | 153  | 204  |

| 1962 | 1968 | 1975 | 1982 | 1990 | 1999 | 2008 | 2013 | 2014 |
| ---- | ---- | ---- | ---- | ---- | ---- | ---- | ---- | ---- |
| 190  | 186  | 206  | 233  | 283  | 276  | 326  | 322  | 320  |

## Culture locale et patrimoine

### Lieux et monuments
La commune de Bosnormand compte plusieurs édifices inscrits à l'inventaire général du patrimoine culturel :
- L'église Saint-Aubin (XVIIe et XIXe)[12] ;
- Une croix de cimetière du XIXe siècle[13]. Cette croix se trouve dans le cimetière de l'église Saint-Aubin ;
- Un château des XVIIe et XIXe siècles[7] remanié par l'architecte rouennais Lucien Lefort;
- Une maison du XVIIIe siècle[14].

### Patrimoine naturel
Site classé
- Les deux marronniers centenaires situés dans la propriété de Monsieur Pieton (no 72 du cadastre), place de l’église  Site classé (1925)[15],[16],[17]